# Nederlands kampioenschap 5-pins

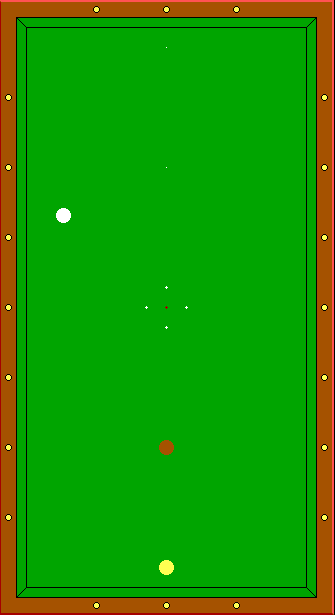
Positie van de pins

Het Nederlands kampioenschap biljarten in de spelsoort 5-pins (een spelsoort in het carambolebiljarten) werd vanaf seizoen 2017-2018 jaarlijks georganiseerd door de KNBB onder eindverantwoordelijkheid van de KNBB Vereniging Carambole (KVC).
Dit kampioenschap kwam tot stand na een pilot in februari 2016 in Beuningen. Het bestuur van KVC besloot deze nieuwe spelsoort alle ruimte voor ontwikkeling te geven en zond in april 2017 een afvaardiging naar het Europees kampioenschap te Brandenburg an der Havel. In 2019 speelden voor het eerst Nederlanders mee in het wereldkampioenschap.

## Puntentelling
| Punten    | Actie                                                        |
| --------- | ------------------------------------------------------------ |
| 2 punten  | elke witte pin die omgespeeld wordt                          |
| 4 punten  | omgespeelde rode pin in combinatie met een of meerdere witte |
| 10 punten | alleen de rode pin wordt omgespeeld                          |
| 3 punten  | casin. alle ballen werden in beweging gebracht               |
| 4 punten  | carambole                                                    |

## Erelijst
| Editie | Seizoen   | Locatie   | Goud               | Zilver            | Brons                         |
| ------ | --------- | --------- | ------------------ | ----------------- | ----------------------------- |
| 1      | 2017-2018 | Lelystad  | Ernst-Jan Driessen | Herold Slettenaar | Marco Wolfs Roy Zielemans     |
| 2      | 2018-2019 | Beverwijk | Ernst-Jan Driessen | Dave Christiani   | Ernst Driessen Alex ter Weele |
| 3      | 2019-2020 | Beverwijk | Herold Slettenaar  | Ernst Driessen    | Peter Vlaar Alex ter Weele    |
| 4      | 2020-2021 | Beverwijk | ...                | ...               | ... ...                       |

## Medaillespiegel
| Plaats | Naam               | Goud | Zilver | Brons | Totaal |
| 1      | Ernst-Jan Driessen | 2    |        |       | 2      |
| 2      | Herold Slettenaar  | 1    | 1      |       | 2      |
| 3      | Ernst Driessen     |      | 1      | 1     | 2      |
| 4      | Dave Christiani    |      | 1      |       | 1      |
| 5      | Alex ter Weele     |      |        | 2     | 2      |
| 6      | Roy Zielemans      |      |        | 1     | 1      |
| 6      | Marco Wolfs        |      |        | 1     | 1      |
| 6      | Peter Vlaar        |      |        | 1     | 1      |
| Totaal | Totaal             | 3    | 3      | 6     | 12     |

## Doorlopende nationale ranglijst 5-pins
| Plaats | Speler                  | 2020-2021 | 2019-2020 | 2018-2019 | 2017-2018 | Totaal |
| ------ | ----------------------- | --------- | --------- | --------- | --------- | ------ |
| 1      | Driessen, Ernst-Jan     |           | 54        | 110       | 110       | 274    |
| 2      | Slettenaar, Herold      |           | 110       | 34        | 90        | 234    |
| 3      | Driessen, Ernst         |           | 90        | 70        | 54        | 214    |
| 4      | Weele, Alex ter         |           | 70        | 70        | 50        | 190    |
| 5      | Wolfs, Marco            |           | 40        | 54        | 70        | 164    |
| 6      | Vlaar, Peter            |           | 70        | 40        | 40        | 150    |
| 7      | Trappmann, Frank        |           | 26        | 50        | 17        | 93     |
| 8      | Christiani, Dave        |           |           | 90        |           | 90     |
| 9      | Kroonen, Marius         |           | 44        | 15        | 21        | 80     |
| 10     | Driessen, Jeroen        |           | 34        | 24        | 18        | 76     |
| 11     | Zielemans, Roy          |           |           |           | 70        | 70     |
| 12     | Robert, Mathieu         |           | 8         | 26        | 34        | 68     |
| 13     | Jalving, Brian          |           | 22        | 17        | 24        | 63     |
| 14     | Peters, René            |           | 12        | 21        | 30        | 63     |
| 15     | Ubbink, Marco           |           | 14        | 23        | 22        | 59     |
| 16     | Hollenberg, Ton         |           | 28        | 30        |           | 58     |
| 17     | Jansink, Johan          |           | 9         | 19        | 26        | 54     |
| 18     | Dericks, René           |           | 50        |           |           | 50     |
| 19     | Heumen, Ton van         |           |           | 22        | 28        | 50     |
| 20     | Boer, Pierre de         |           | 13        | 20        | 13        | 46     |
| 21     | Gantvoort, Wilbert      |           |           | 44        |           | 44     |
| 22     | Wietmarschen, Roy van   |           |           |           | 44        | 44     |
| 23     | Wennekes, Erik          |           |           | 16        | 23        | 39     |
| 24     | Heijne, Lau             |           | 17        | 18        |           | 35     |
| 25     | Penrose, Tom            |           | 30        |           |           | 30     |
| 26     | Brethouwer, Herman      |           |           | 28        |           | 28     |
| 27     | Laar, Adrie van de      |           | 2         | 14        | 10        | 26     |
| 28     | Laar, Corry van de      |           | 3         | 13        | 9         | 25     |
| 29     | Meusen, Wilco           |           | 24        |           |           | 24     |
| 30     | Manurat, Anand          |           | 23        |           |           | 23     |
| 31     | Wetering, Tonnie van de |           | 21        |           |           | 21     |
| 32     | Kenter, George          |           | 20        |           |           | 20     |
| 33     | Slotboom, Ruud          |           |           |           | 20        | 20     |
| 34     | Oever, Leen van den     |           | 19        |           |           | 19     |
| 35     | Beuningen, Frans van    |           |           |           | 19        | 19     |
| 36     | Lenaers, Ab             |           | 18        |           |           | 18     |
| 37     | Kansen, Toon            |           | 16        |           |           | 16     |
| 38     | Jonen, Sander           |           |           |           | 16        | 16     |
| 39     | Arntz, Chantal          |           | 15        |           |           | 15     |
| 40     | Ven-Luiten, Ria van de  |           |           |           | 15        | 15     |
| 41     | Kroonen, Denis          |           |           |           | 14        | 14     |
| 42     | Boltjes, Henk           |           |           |           | 12        | 12     |
| 43     | Kok, Martien            |           | 11        |           |           | 11     |
| 44     | Ree, Bert van de        |           |           |           | 11        | 11     |
| 45     | Schmeits, Cyriel        |           | 10        |           |           | 10     |
| 46     | Boltjes, Marten         |           |           |           | 8         | 8      |
| 47     | Bakker, Sabine          |           | 7         |           |           | 7      |
| 48     | Mager, Hans             |           |           |           | 7         | 7      |
| 49     | Lenaers-Polman, Monica  |           | 6         |           |           | 6      |
| 50     | Driessen, Jos           |           | 5         |           |           | 5      |
| 51     | Pancras, Gerard         |           | 4         |           |           | 4      |

## Varianten

### Biatlon
Biatlon is een combinatie van driebanden en 5-pins. Allereerst dient een vastgesteld aantal driebanden caramboles te worden gemaakt waarbij eventueel een beurtenlimiet kan worden gebruikt. Het aantal behaalde driebanden caramboles wordt vervolgens vermenigvuldigd met factor 4 of 6. Na de laatste beurt blijft de positie op tafel liggen en worden de Pins geplaatst. De partij wordt daarna uitgespeeld totdat het tweevoudig aantal punten dat in het driebanden maximaal te behalen is wordt bereikt. In seizoen 2019-2020 is het eerste NK in deze spelsoort gespeeld.

#### Erelijst biatlon
| Editie | Seizoen   | Locatie   | Goud         | Zilver      | Brons                   |
| ------ | --------- | --------- | ------------ | ----------- | ----------------------- |
| 1      | 2019-2020 | Beverwijk | René Dericks | Marco Wolfs | Ab Lenaers Wilco Meusen |
| 2      | 2020-2021 | ...       | ...          | ...         | ... ...                 |

#### Medaillespiegel biatlon
| Plaats | Naam         | Goud | Zilver | Brons | Totaal |
| 1      | René Dericks | 1    |        |       | 1      |
| 2      | Marco Wolfs  |      | 1      |       | 1      |
| 3      | Ab Lenaers   |      |        | 1     | 1      |
| 3      | Wilco Meusen |      |        | 1     | 1      |
| Totaal | Totaal       | 1    | 1      | 2     | 4      |

### 9-pins
9-pins (Italiaans: goriziana) kent dezelfde spelregels als het 5-pins. De puntentelling is echter anders. Daarnaast tellen gescoorde punten dubbel wanneer eerst van band ("van los") wordt gespeeld. Dit geldt ook voor technische fouten.
Het is de bedoeling dat ook in deze spelsoort een NK zal worden gespeeld. De eerste keer zal waarschijnlijk in seizoen 2020-2021 zijn.

#### Puntentelling 9-pins
| Punten direct | Punten voorband | Actie                                                        |
| ------------- | --------------- | ------------------------------------------------------------ |
| 2 punten      | 4 punten        | elke buitenste witte pin die omgespeeld wordt                |
| 8 punten      | 16 punten       | elke binnenste witte pin die omgespeeld wordt                |
| 10 punten     | 20 punten       | omgespeelde rode pin in combinatie met een of meerdere witte |
| 30 punten     | 60 punten       | alleen de rode pin wordt omgespeeld                          |
| 6 punten      | 12 punten       | casin. alle ballen in beweging gebracht                      |
| 6 punten      | 12 punten       | carambole                                                    |

### Goriziana x2
Goriziana x2 (Italiaans: tutti doppi) wordt op dezelfde manier gespeeld als het 9-pins. Het verschil is dat behaalde punten altijd dubbel worden geteld. Een tweede verschil is dat een speler bij een technische fout van de tegenstander mag kiezen of de foutscore bij zijn totaal wordt opgeteld of bij de tegenstander wordt afgetrokken.

#### Puntentelling goriziana x2
| Punten    | Actie                                                        |
| --------- | ------------------------------------------------------------ |
| 4 punten  | elke buitenste witte pin die omgespeeld wordt                |
| 16 punten | elke binnenste witte pin die omgespeeld wordt                |
| 20 punten | omgespeelde rode pin in combinatie met een of meerdere witte |
| 60 punten | alleen de rode pin wordt omgespeeld                          |
| 12 punten | casin. alle ballen in beweging gebracht                      |
| 12 punten | carambole                                                    |

### Filotto
Filotto wordt gespeeld als goriziana x2. Het enige verschil zit in de puntentelling. Valt alleen de rode pin, levert dat 80 in plaats van 60 punten op. Ook een compleet om gespeelde horizontale of verticale lijn (pilotto) levert 80 (i.p.v. 60) punten op. Filotto is geen officieel erkende spelsoort.

#### Puntentelling pilotto
| Punten    | Actie                                                              |
| --------- | ------------------------------------------------------------------ |
| 4 punten  | elke buitenste witte pin die omgespeeld wordt                      |
| 16 punten | elke binnenste witte pin die omgespeeld wordt                      |
| 20 punten | omgespeelde rode pin in combinatie met een of meerdere witte       |
| 80 punten | alleen de rode pin wordt omgespeeld                                |
| 80 punten | verticale of horizontale lijn van 5 pins wordt volledig omgespeeld |
| 12 punten | casin. alle ballen in beweging gebracht                            |
| 12 punten | carambole                                                          |